# Bruno Barilli
Bruno Barelli (Fano, 14 de desembre de 1880 - 1952) fou un literat i compositor italià.
Va fer els seus estudis en l'Institut Tècnic de Parma i en el Conservatori de Música de Parma de la mateixa ciutat, passant després a la de Múnic, on aconseguí el diploma de composició. El 1914 va compondre Medusa, òpera en tres actes.
Després fou corresponsal en la guerra balcànica pel diari La Tribuna de Roma, i el Corriere della Sera, de Milà. Fou oficial de l'exèrcit de 1915 a 1919, durant la primera guerra mundial.
Després fou nomenat crític musical de Il Tempo i de Il Corriere Italiano, de Roma, i en Il Resto del Carlino, de Bolonya, després de ser un dels fundadors de la primera.
Se li deu: Delirama (Roma, 1924). Aquest mateix any guanyà el concurs nacional de música amb la seva òpera en un acte Emiral, el llibret de la qual també n'era autor.